# Схидам
Схидам (нид. Schiedam) — город и община в Нидерландах.

## География и хозяйство
Город и община Схидам расположены на юго-западе Нидерландов, в провинции Южная Голландия. В общину Схидам входят собственно город Схидам и поселение Котель. Город находится немного западнее Роттердама, на реке Схи. Западнее Схидама лежит город Влардинген. Площадь общины составляет 19,89 км². Численность населения — 75.257 человек (на 2007 год). Плотность населения — 3.784 чел./км².
Схидам соединён линией метро с Роттердамом (с 2002 года). В восточном направлении (на Делфт) уходят авто- и железнодорожная магистрали. Для городской экономики характерны 2 производственные отрасли — доковые судоремонт- и судостроение и производство алкогольных напитков (еневер).

## История
История Схидама ведёт свой отсчёт с 1250 года, когда на его нынешнем месте был построен замок Матенессе и дамба (на реке Схи). Возле замка появилось поселение рыбаков. В 1262 году здесь строят церковь. В 1275 году Схидам получает от графа Голландии Флориса V права города. Около 1350 года вокруг города возводятся крепостные стены. Около 1590 года здесь появляются первые винокуренные предприятия. Вплоть до начала XX века производство высокопроцентных алкогольных напитков обеспечивало благосостояние жителей Схидама. Однако с 1890-х и по 1950-е годы город переживает трудные времена, в Схидаме царит бедность. Улучшение экономической ситуации наступило после Второй мировой войны благодаря кооперации Схидама в обслуживании роттердамского порта.

## Персоналии
- Лидвина из Схидама (1380—1433) — католическая святая
- Виллем Ниупорт (1607—1678) — нидерландский политик и дипломат
- Ян ван Рибек (1619—1677) — нидерландский мореплаватель и колонизатор
- Хенк де Влигер (род. 1953) — перкуссионист
- Денни Куверманс (род. 1978) — футболист